# Bave (Dordogne)
Die Bave ist ein Fluss in Frankreich, der im Département Lot in der Region Okzitanien verläuft. Sie entspringt im Gemeindegebiet von Labathude, entwässert anfangs Richtung Nord, schwenkt dann auf Nordwest und mündet nach rund 37 Kilometern knapp östlich von Gintrac als linker Nebenfluss in die Dordogne.

## Orte am Fluss
- Labathude
- Terrou
- Latouille-Lentillac
- Saint-Céré
- Saint-Jean-Lespinasse